# Beaumont (Québec)
Pour les articles homonymes, voir Beaumont.
Beaumont (anciennement Saint-Étienne-de-Beaumont) est une municipalité de la municipalité régionale de comté de Bellechasse au Québec, située dans la région administrative de Chaudière-Appalaches. Elle aussi l’une des plus anciennes municipalités du Canada. C'est une petite municipalité qui se caractérise notamment par l'agriculture. Son économie est également marquée par ses petites entreprises au service des gens de la municipalité.

## Histoire de Beaumont
La paroisse de Beaumont occupe aujourd’hui le territoire des seigneuries de Vincennes et de Beaumont.

### Chronologie
- 1er juillet 1845 : Érection de la paroisse de Beaumont.
- 1er septembre 1847 : Fusion de plusieurs entités municipales dont Beaumont pour l'érection du comté de Bellechasse.
- 15 mars 1969 : La paroisse de Beaumont devient la paroisse de Saint-Étienne-de-Beaumont.
- 31 janvier 1998 : La paroisse de Saint-Étienne-de-Beaumont devient la municipalité de Beaumont.

### Beaumont à l'époque de la Nouvelle-France

#### La seigneurie de Beaumont
À l'époque du régime français, la seigneurie de Beaumont fut concédée à Charles-Thomas Couillard des Islets et de Beaumont, par l'intendant Jean Talon, le 3 novembre 1672. Aussi connu sous le nom de Charles de Beaumont, il est le fils de Guillaume Couillard de L'Espinay, et petit-fils de Louis Hébert, premier colon-défricheur de la ville de Québec.

#### La seigneurie de Vincennes
Le 1er novembre 1672, Jean Talon, intendant de la Nouvelle-France, concédait la seigneurie de Vincennes à François Bissot (ou Byssot) de la Rivière (1613-1673) une concession en faveur de ses fils Jean-Baptiste et Charles-François (deux militaires dans l'armée de la Nouvelle-France). Celle-ci mesurait 71 arpents de terre de front par une lieue de profondeur. Elle était située sur le bord du fleuve Saint-Laurent, entre la seigneurie de la Martinière et la seigneurie de Beaumont, sur la rive sud de la pointe ouest de l'île d'Orléans. Les fils de Bissot, ne s’occupèrent jamais de leur seigneurie qui portait aussi les noms de Cap Saint-Claude et de Montapeine. Les choses allèrent de mal en pis pour les Bissot de Vincennes qui n'étaient pas souvent présents sur leur concession. Les frères Bissot partaient souvent en expédition militaire et il parcouraient le continent américain, dont une partie appartenait à la Nouvelle-France. Le 17 août 1749, leur seigneurie fut vendue par la Prévôté de Québec à Charles-Joséph Roy, capitaine de milice de la côte de Beaumont. Celui-ci avait amassé une fortune et c’est ainsi qu’il entra en possession de la seigneurie de Vincennes qu’il convoitait depuis plusieurs années. Les Roy restèrent en possession de la seigneurie de Vincennes pendant près d’un siècle. Le 28 octobre 1847, Étienne-Ferréol Roy, vieux et sans enfant, vendit sa seigneurie à Narcisse-Constantin Faucher, avocat, père de l’écrivain Faucher de Saint-Maurice. Narcisse-Constantin Faucher fut le dernier seigneur de Vincennes sous le régime seigneurial jusqu'en 1854.

#### Moulin de Beaumont

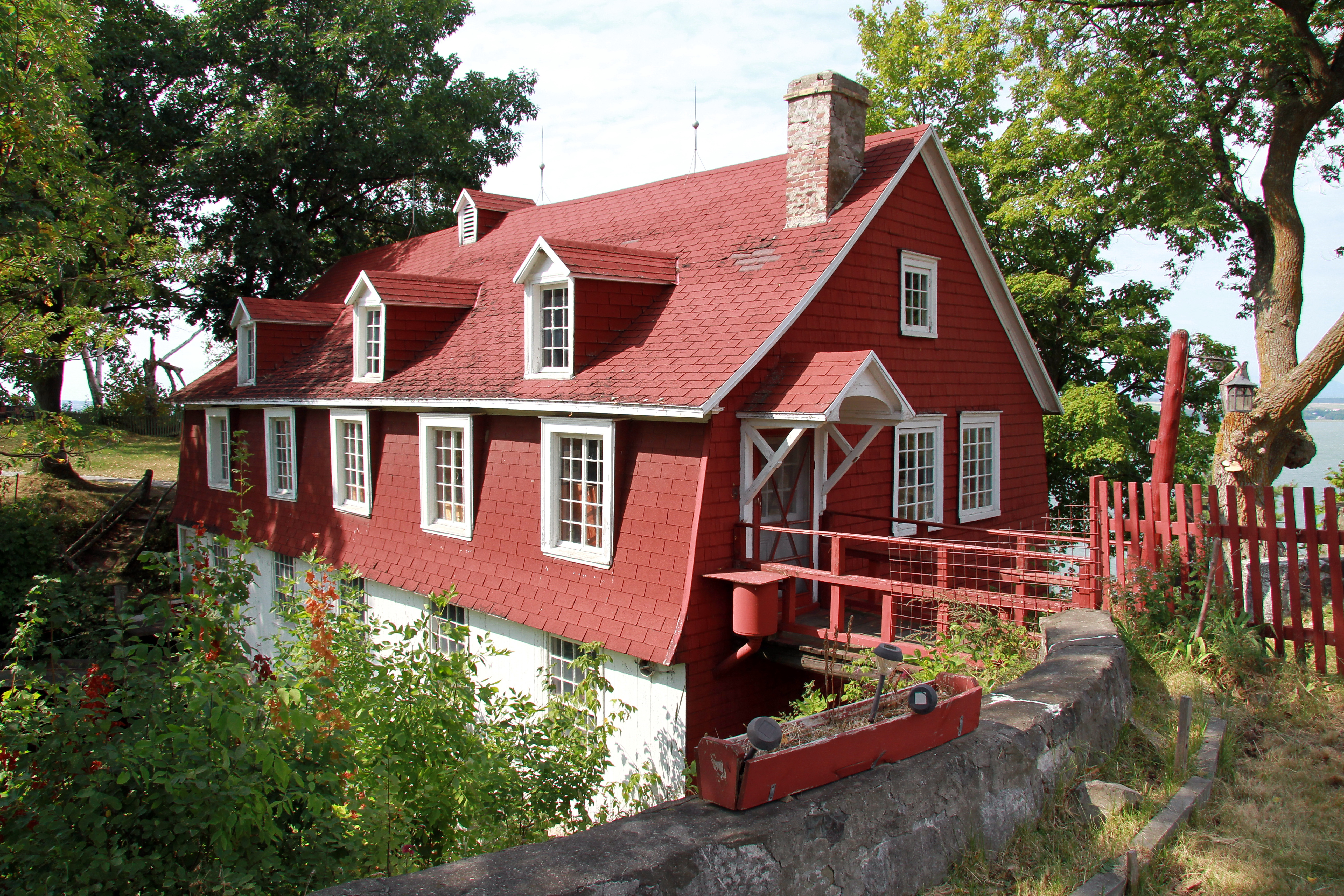
Site du Moulin de Beaumont

Le Moulin de Beaumont est un bâtiment de style canadien, à deux versants à 90 degrés, du type de la maison de l’artisan de la côte de Beaupré, mais à mansarde. Il a trois étages et un grenier. Le toit sud est légèrement galbé et comporte trois lucarnes. Les fondations et la cage de la roue sont en maçonnerie, et tous les murs en bois recouverts de bardeaux aux extrémités, sur les mansardes et sur le toit.
Étant situé sur le ravin, ses dimensions sont en quelque sorte celles du lit du ruisseau [Maillou], soit 50 pieds de longueur par 26 pieds de largeur, sur 43 pieds de hauteur totaux. Il forme un pont entre les deux rives, de sorte que les portes principales se trouvent au troisième étage. Acquis par Arthur Labrie en 1947, le moulin se trouve dans un état de détérioration avancée.

#### Le moulin de Vincennes

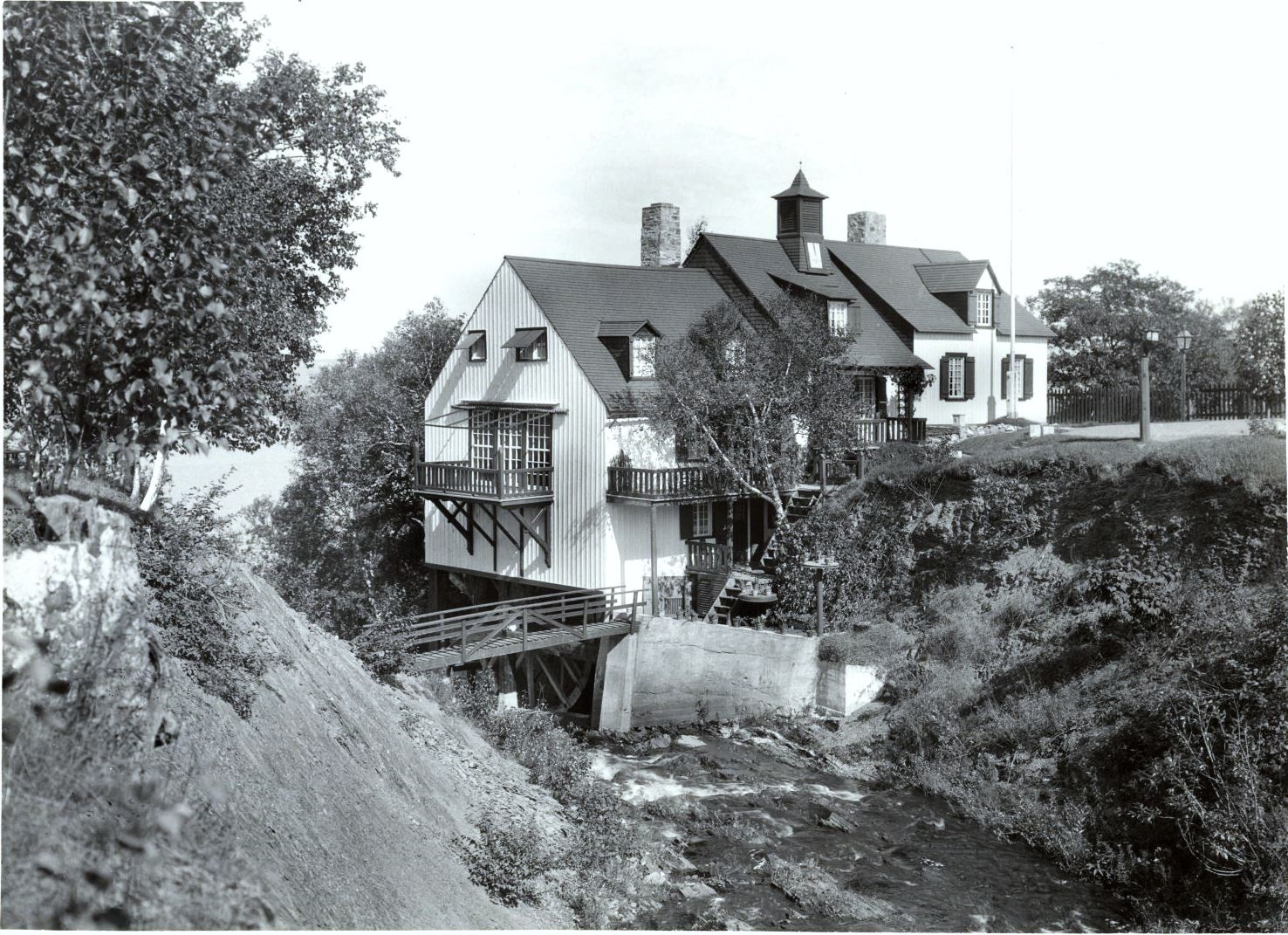
Moulin de Vincennes, vers 1925

Jean-Baptiste et Charles-François Bissot n’avaient pas les moyens de donner un moulin banal à leurs censitaires. Ainsi, un colon nommé Joseph Roy, plus riche que les seigneurs, s’est offert à bâtir un moulin pour en faire l'exploitation. Les Bissot de Vincennes acceptèrent l’offre de Joseph Roy et le moulin fut construit en 1733. En 1949, ce joyau du patrimoine de Beaumont fut complètement détruit par un incendie.
En 2006, après plus d’un demi-siècle, le Moulin de Vincennes fut reconstruit par Rosaire Saint-Pierre. À la suite de la reconstruction du Moulin de Vincennes, la municipalité de Beaumont a décidé de transformer le Camping Vincennes en un vaste parc régional.

### Fondation de la paroisse

#### Construction de la première église en 1694 et de la deuxième église en 1721-1733
En 1694, la première église fut construite en bois alors qu'arrive un premier missionnaire résident. En 1713, Saint-Étienne-de-Beaumont accueille son premier curé résident.
En 1721, l'intendant Michel Bégon de La Picardière ordonna aux paroissiens la construction d'une nouvelle église de pierres pour remplacer la vieille en bois. On construisit la deuxième église de Beaumont sur le terrain de la première église. Elle fut ouverte au culte en 1733. Elle est située dans l’axe du chemin principal et elle est l'une des plus anciennes églises au Québec.

#### Premier presbytère de Beaumont en 1722

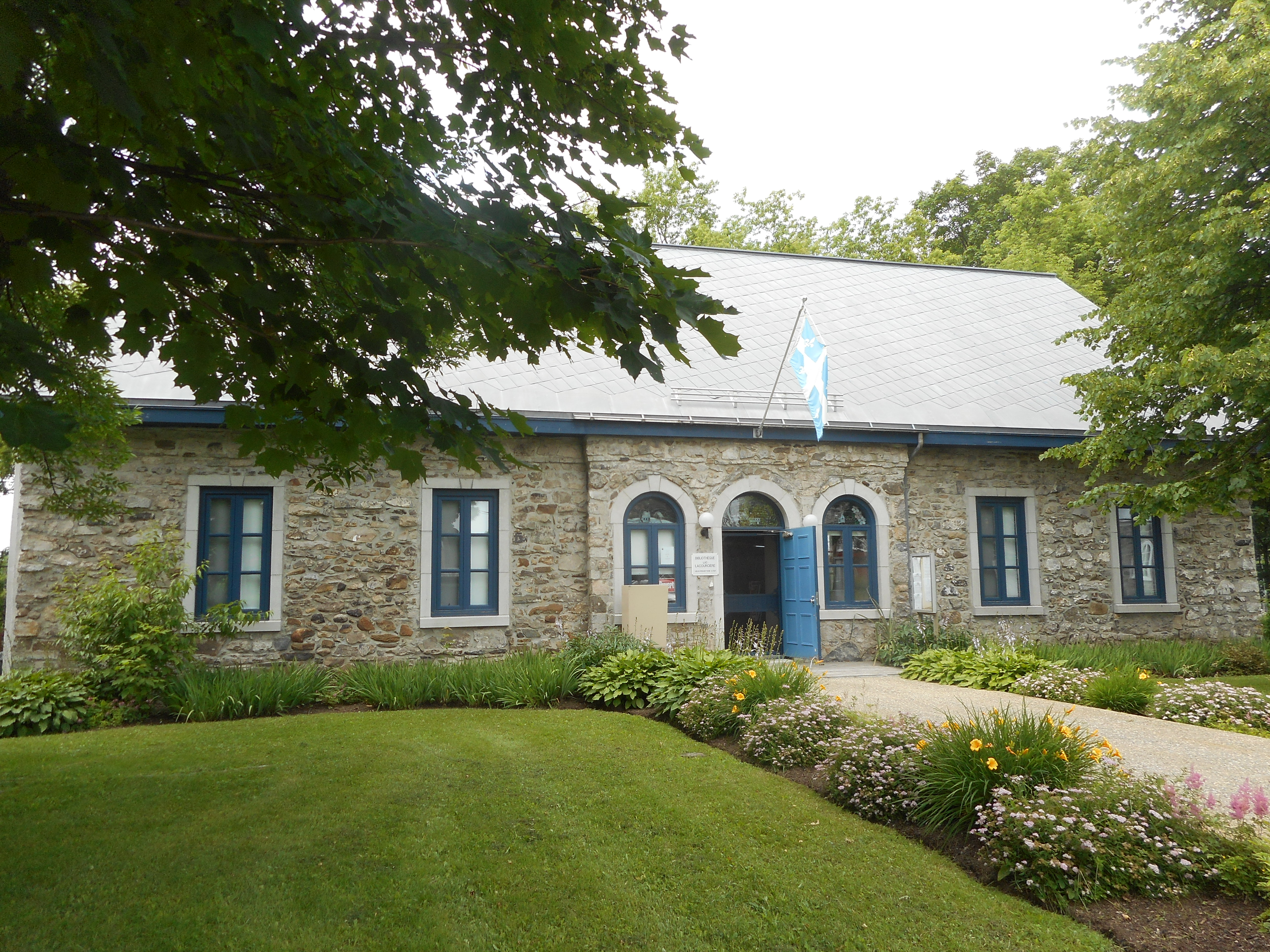
Bibliothèque Luc-Lacourcière

Le premier presbytère de la paroisse de Saint-Étienne de Beaumont fut construit en pierre en 1722. Il constitue le plus vieux vestige de presbytère sur la Rive-Sud de Québec. Témoin du passé, ce vestige a été sauvegardé par le Comité de promotion du patrimoine de Beaumont. Le vieux presbytère de Beaumont a d’abord été transformé en école secondaire dans les années 1945 – 1946. Robert Lamontagne avait été alors mandaté afin de refaire les subdivisions intérieures pour utiliser l’espace en chambres et en salles de cours. C’est ce dernier qui a fabriqué et installé la rampe d’escalier.
Dans une entrevue parue dans l’Oseilleur de décembre 1978, Robert Lamontagne, à une question sur l’utilisation possible du vieux couvent répondait de façon prémonitoire et ce quelques mois avant l’incendie qui ravagea le bâtiment : « Y peuvent faire une bibliothèque, une salle de réception des fermières, pour le patrimoine pis le conseil. Y peuvent faire une belle salle pour l’artisanat : un peu plus comme centre communautaire. » 
Après l’incendie de 1979, un comité de promotion du patrimoine de Beaumont, auquel participait d’ailleurs monsieur Rosaire St-Pierre, fit des démarches afin de protéger ce joyau du patrimoine de Beaumont. Ses murs étant intacts, ce vestige fut sauvegardé par le Comité  et il fut reconstruit en 1988. On confia à Robert Lamontagne la responsabilité de reconstruire à l’ancienne la toiture selon les plans de Luc Fontaine architecte, ce qui deviendra la bibliothèque Luc-Lacourcière et le centre d'interprétation de l'histoire de Beaumont.

#### Les chapelles de procession de Beaumont

##### Chapelle de la Sainte-Vierge (1719)

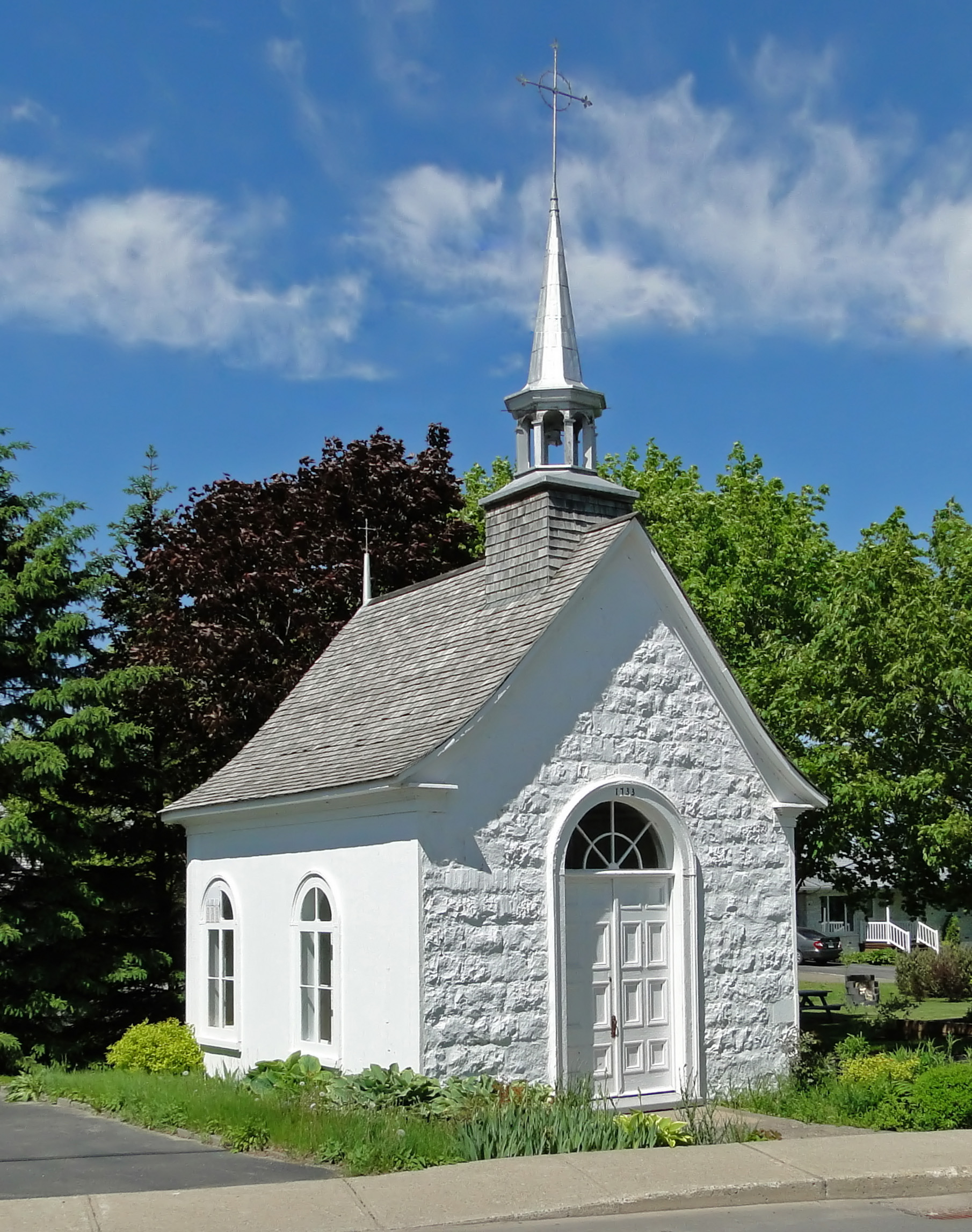
Chapelle de la Sainte-Vierge

La chapelle de procession de la Sainte-Vierge, classée monument historique le 16 décembre 1981, est un petit édifice religieux érigé vers 1740. Elle a été construite à partir des matériaux d’une chapelle plus ancienne, bâtie en 1719 près du fleuve St-Laurent. Cette chapelle en pierre crépie et lambrissée présente une nef de plan carré terminée par une abside en hémicycle. Elle est coiffée d'un toit à deux versants retroussés et un clocher surmonte le faîte en façade. La chapelle de la Sainte-Vierge est située en bordure de la route, dans la municipalité de Beaumont, à l'est de l'église Saint-Étienne-de-Beaumont.
Cette chapelle fut rénovée, à la demande de l’Archevêché de Québec, une première fois en 1874. Elle fut restaurée, une seconde fois en 1948, à la suite d'une subvention de la Commission des monuments historiques. Robert Lamontagne a restauré pour une troisième fois, en 1981, la chapelle de procession de la Sainte-Vierge, quelques mois avant qu’elle ne soit classée monument historique.
La restauration de la chapelle fut à nouveau réalisée en 1997. Jean Lamontagne exécuta les  travaux de restauration à partir des plans et devis de l’architecte Luc Fontaine.

##### Chapelle de Sainte-Anne (vers 1800)

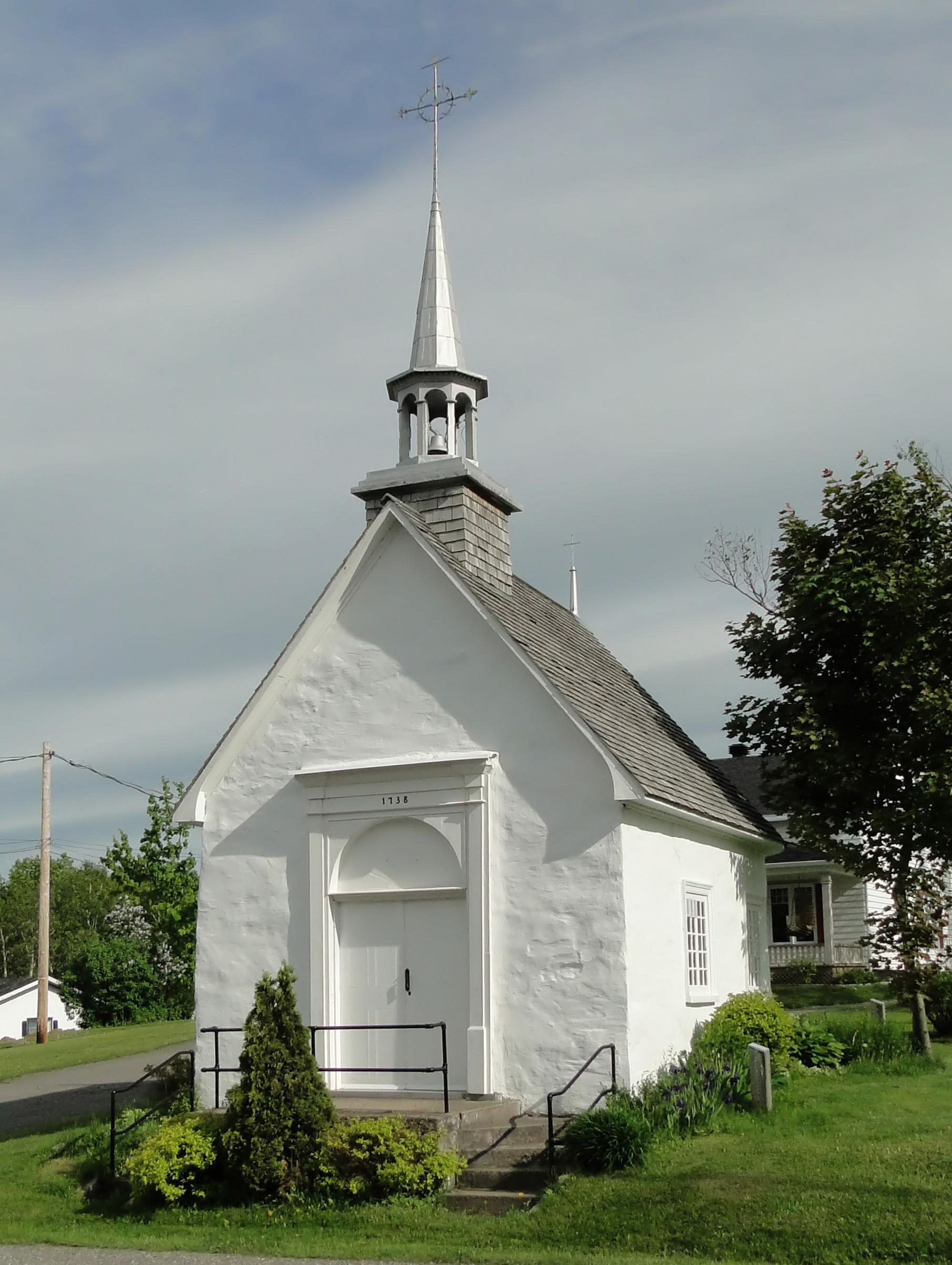
Chapelle Sainte-Anne

La chapelle de procession Sainte-Anne, classée monument historique le 16 décembre 1981, est un petit édifice religieux érigé vers 1800. Cette chapelle en pierre crépie présente une nef rectangulaire terminée par une abside en hémicycle. Elle est coiffée d'un toit à deux versants droits et un clocher surmonte le faîte en façade. La chapelle Sainte-Anne est située en bordure de la route, dans la municipalité de Beaumont, à l'ouest de l'église Saint-Étienne-de-Beaumont. La chapelle de procession Sainte-Anne est située dans le site du patrimoine du village de Beaumont. Comme les villages sont plutôt linéaires au Québec, deux chapelles de procession en marquent souvent les extrémités. C’est d’ailleurs le cas à Beaumont avec la chapelle de Ste-Anne et la chapelle de la Ste-Vierge.
Un incendie à la maison voisine a endommagé la chapelle de procession Sainte-Anne dans les années 1960.
Robert Lamontagne, à la demande de la fabrique de Beaumont, a réalisé les travaux de restauration. Il a bien tristement dû remplacer la statue de Sainte-Anne (attribuée au sculpteur Louis Jobin) par un nouveau clocher.
Peu après la dernière restauration réalisée par Robert Lamontagne, en 1981, la chapelle de procession Sainte-Anne fut classée monument historique.
La réfection de la chapelle fut à nouveau réalisée en 1997. Jean Lamontagne exécuta ces travaux à partir des plans et devis de l’architecte Luc Fontaine.

#### Cimetières de Beaumont
Selon le Répertoire du patrimoine culturel du Québec : « Le cimetière actuel a été béni en 1933, pour remplacer celui qui est situé tout près de l'église. Beaumont possède également, ce qui est assez rare, un cimetière « ad sanctos », c'est-à-dire sous l'église. Huit prêtres y sont inhumés et quelque 135 laïcs. »

### Construction du Moulin Péan en 1744
Le moulin seigneurial Péan  date de 1744. Il est situé en bas de la falaise, au pied de la Chute-à-Maillou. Au cours des années 1745 à 1759, ce moulin a franchi le sommet de sa capacité pour actionner les deux grandes roues du moulin Péan. La farine était expédiée par bateau à partir d’un quai construit en face du moulin.
Le moulin Péan fonctionna jusqu’en 1889, année où il fut abandonné.

### Invasion des Anglais en 1759
Le 26 juin 1759, le colonel Robert Monckton arriva à Saint-Étienne-de-Beaumont et s’empara de l’église. Il l'occupa avant de se rendre à Saint-Joseph-de-la-Pointe-Lévy (aujourd'hui la ville de Lévis), le 30 juin, pour préparer son attaque sur la ville de Québec. À Saint-Étienne-de-Beaumont, les Anglais affichèrent sur la porte de l'église la proclamation du général James Wolfe annonçant la chute prochaine de Québec. On raconte que des villageois s’empressèrent de déchirer la proclamation et les Anglais ont tenté de mettre le feu à l’église le 29 juin, pour punir les villageois. Selon une légende locale, il y aurait eu un miracle. À chaque tentative des Anglais, qui tentaient d’appliquer une torche enflammée sur les portes de l’église, les torches s’éteignaient mystérieusement. Seule la porte brûla. Ce fut de cette manière que l’église du village fut sauvée.

### Saint-Étienne-de-Beaumont auXIXesiècle
En 1819, un neveu, Louis Turgeon, acquiert la seigneurie du dernier Couillard, Charles-Marie, qu'il a occupé jusqu'à son décès en 1827.
En 1854, on assiste à la fin du système seigneurial au Québec.
- Le 1er juillet 1855, le village de Beaumont devient une municipalité.
- Le vieux presbytère de 1722 fut remplacé par un nouveau presbytère situé au 60, chemin du Domaine. L'ancien presbytère fut conservé jusqu'à son incendie en 1979.

Dans les années 1860, plusieurs commerçants, artisans et quelques rentiers élisent domicile au cœur du village. Une lente expansion se fera au fil des années.

### Saint-Étienne-de-Beaumont auXXesiècle

#### Le Fort de Beaumont (1914-1918)
Il s'agit d'une batterie défensive qui fut construite pour défendre le fleuve Saint-Laurent lors de la Première Guerre mondiale. Elle servait de poste avancé pour le Fort de la Martinière de la ville de Lauzon (aujourd'hui ville de Lévis). Le fort est situé à l'ouest du Parc récréotouristique de Vincennes, mais il n'est pas accessible aux touristes. On peut voir un plan et deux photos du fort à cette adresse. (Informations à compléter)

#### Saint-Étienne-de-Beaumont dans lesannées 1920
Vers 1920, le chemin du Roi (chemin du Domaine actuel) doit contourner l'église qui s'agrandit vers l'ouest.

#### Saint-Étienne-de-Beaumont dans lesannées 1950
Vers 1950, la route 132 est construite pour permettre aux automobilistes de contourner le village. Quelques années plus tard, le boulevard Mercier, avec son allée d'arbres grandioses en plein centre, va apparaître au cœur du village.

#### Saint-Étienne-de-Beaumont modifie son nom pour devenir Beaumont en 1998
En 1998, la municipalité de Saint-Étienne-de-Beaumont changea de nom pour devenir officiellement la municipalité de Beaumont.

## Personnalités de Beaumont

### Robert Lamontagne
Menuisier artisan et restaurateur de maisons anciennes et conseiller municipal de Beaumont.

#### Hommages et distinctions décernés à Robert Lamontagne
- Remerciement pour avoir assumé la fonction de conseiller municipal de Beaumont de juillet 1962 à novembre 1974. À ce titre, il aura contribué aux fêtes du 300e anniversaire de Beaumont.
- Personnalité de l'année 1985 par la Municipalité de Beaumont, pour la réalisation de la piste de ski de fond.
- La Caisse populaire de Beaumont rend hommage à Robert Lamontagne pour ses vingt-deux années de travail comme administrateur au sein de la caisse populaire soit de 1961 à 1983
- La Municipalité de Beaumont rend hommage, en 1983, à Robert Lamontagne, doyen des bénévoles, pour la rénovation de la salle paroissiale.
- Participation en 1994, à la suite de la suggestion de Jean-Claude Dupont, à la recherche effectuée par le ministère de la Culture, sur les artisans dans le domaine de la construction.
- Le Conseil de la culture des régions de Québec et de Chaudière-Appalaches nomme Robert Lamontagne lauréat 2007 d’un Prix du patrimoine dans la catégorie « Porteurs de tradition ».
- La Municipalité de Beaumont et la Société historique de Bellechasse, dans le cadre des fêtes de son 20e anniversaire en 2006, ont souligné l’implication de Robert Lamontagne, menuisier artisan et restaurateur de maisons anciennes, pour sa contribution exceptionnelle à la sauvegarde de bâtiments patrimoniaux de Bellechasse en donnant son nom à une salle du Moulin de Vincennes.
- Prix Coup de cœur Desjardins 2007 décerné par une assemblée de quelque cinq cents personnes ayant à choisir entre cinquante lauréats issus de dix-sept municipalités régionales de comté participantes.
- La Municipalité régionale de comté de Bellechasse attribue en septembre 2009 à Robert Lamontagne le titre de Grand Bellechassois pour sa contribution à la protection et à la sauvegarde du patrimoine bâti si importante dans ce paysage magnifique de l’entrée de la Côte-du-Sud.

### Rosaire Saint-Pierre
Deuxième père fondateur du Moulin de Vincennes, Rosaire St-Pierre est décédé le 26 août 2007 à l'âge de 88 ans.

#### Hommages et distinctions décernés à Rosaire St-Pierre
- 2000 : Décoré de la Médaille d'honneur de l'Assemblée nationale du Québec pour l’ensemble de son œuvre.
- 2003 : Nommé « Grand Bellechassois » par la MRC de Bellechasse.
- 2006 : La municipalité de Beaumont nomme une salle communautaire du moulin à son nom.

### Élisabeth Turgeon (1840-1881) devient vénérable en 2013

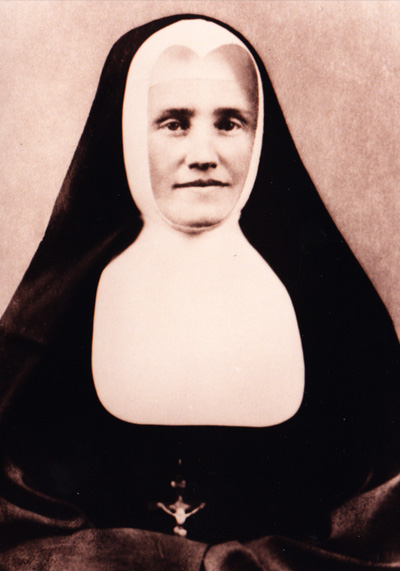
Élisabeth Turgeon

Le 11 octobre 2013, le Vatican annonce l'élévation de Élisabeth Turgeon (1840-1881) au titre de vénérable. Elle est née le 7 février 1840 à Saint-Étienne-de-Beaumont. Ses parents, Louis-Marc Turgeon et Angèle Labrecque, donnèrent à leurs neuf enfants une éducation très encadrée. Le 12 septembre 1879, elle fait ses vœux de religieux et elle adopte le nom Mère Marie-Élisabeth. Elle devient la fondatrice des Sœurs de Notre-Dame du Saint-Rosaire de Saint-Germain (Rimouski). Elle est décédée le 17 août 1881.

## Géographie
L'autoroute 20 traverse le centre de la municipalité au sud du village.

## Démographie
| 1996  | 2001  | 2006  | 2011  | 2016  | 2021  |
| ----- | ----- | ----- | ----- | ----- | ----- |
| 2 067 | 2 153 | 2 180 | 2 420 | 2 942 | 2 968 |

## Administration
Les élections municipales se font en bloc pour le maire et les six conseillers.
| Beaumont Maires depuis 2002                                                                                          |                      |         |          |
| Élection | Maire                | Qualité | Résultat |
| 2002 | Réal Lapierre        |         | Voir     |
| 2005 | André Goulet         |         | Voir     |
| 2009 | André Goulet         | Voir    |          |
| 2013 | André Goulet         | Voir    |          |
| 2016 | David L. Christopher |         | Voir     |
| 2017 | David L. Christopher | Voir    |          |
| 2021 | David L. Christopher | Voir    |          |
| Élection partielle en italique Depuis 2005, les élections sont simultanées dans toutes les municipalités québécoises |                      |         |          |

## Le projet Rabaska
Le projet Rabaska, très contesté, consiste à construire un port méthanier (ou terminal de gaz naturel liquéfié) à Beaumont qui sera aux limites territoriales de la municipalité et celles de la ville de Lévis. Il fait actuellement l'objet d'une grosse opposition de la part de la population, ainsi que des résidents des municipalités de l'île d'Orléans située au nord de Beaumont. De plus, certains résidents seront contraints à l'expropriation. Plusieurs environnementalistes craignent une éventuelle catastrophe écologique ou humaine qui pourrait être désastreuse pour l'environnement et les habitants de la région. En décembre 2004, la coalition de citoyens Rabat-joie, menée par son porte-parole, Yves St-Laurent, met en œuvre une stratégie de communication afin que les Beaumontois, par voie référendaire, rejettent le projet, ce qu'ils font à 73 %. Gaz Métro et ses partenaires, après avoir publiquement affirmés qu'ils respecteraient le choix de la population, déplaçèrent leur projet à Lévis, à un peu moins de 300 mètres de la municipalité de Beaumont. Un mémoire fut déposé par GIRAM (Groupes d'initiatives et de recherches appliquées au milieu) lors des audiences du BAPE. Cependant, ce projet serait aussi un atout pour l'économie dans la région de Québec. Le 27 septembre 2010, le gouvernement du Québec, après consultation, annonce sa décision d'interdire l'exploration et l'exploitation du gaz et des produits pétroliers dans l'estuaire du Saint-Laurent. Le projet est alors délaissé.